# DR-Baureihe 188.3
Die als Baureihe 188.3 der Deutschen Reichsbahn (DR) bzw. 708.3 der Deutschen Bahn (DB) bezeichneten Fahrzeuge sind die dritte Generation von Oberleitungsrevisionstriebwagen (ORT) der DR.

## Geschichte
Durch die fortschreitende Elektrifizierung in der DDR wurde es Mitte der 1980er-Jahre notwendig, ein neues Fahrzeug zur Wartung und Störungsbehebung an Oberleitungsanlagen zu beschaffen, um die älteren ORT-Baureihen 188.0 und 188.2 zu ergänzen und längerfristig zu ersetzen. So entwickelte die VES Versuchs- und Entwicklungsstelle Maschinenwirtschaft Halle, der VEB Waggonbau Görlitz und das RAW Wittenberge ein komplett neues Fahrzeug. Auf der Leipziger Frühjahrsmesse 1987 wurden schließlich die Prototypen 188 301 und 188 302 vorgestellt und anschließend bei den Bahnstromwerken Dresden und Halle eingehend getestet. Diese Tests zeigten die prinzipielle Eignung und kleine Unzulänglichkeiten, die nicht die Gesamtkonstruktion betrafen. Nun begann die Serienfertigung mit der Ablieferung des 188 303 am 27. Juni 1989 an die DR. Ihm folgten bis Dezember 1991 34 weitere Fahrzeuge, die auf dem gesamten Gebiet der DDR stationiert wurden. Geplant war, 50 Triebwagen zu beschaffen, was durch die deutsche Wiedervereinigung verhindert wurde. Es wurden kleinere Fahrzeuge bevorzugt, die einen separaten Antrieb für die Arbeitsfahrt besitzen. Ab August 1991 wurden die restlichen fünf Fahrzeuge direkt mit der Nummer nach DB Schema 708.3 und in einem leicht geänderten Farbton abgeliefert. Es sind nicht mehr alle Fahrzeuge im Bestand der DB Netz AG. Einige wurden im AW Wittenberge verschrottet und einige wurden z-gestellt, außerdem wurde der Prototyp 708 302 an die Firma Siemens verkauft. Alle Fahrzeuge, die sich im Bestand der DB Netz Notfalltechnik befinden, sind im gesamten Bundesgebiet anzutreffen.

## Aufbau

### Wagenkasten, Innenraum und Ausstattung

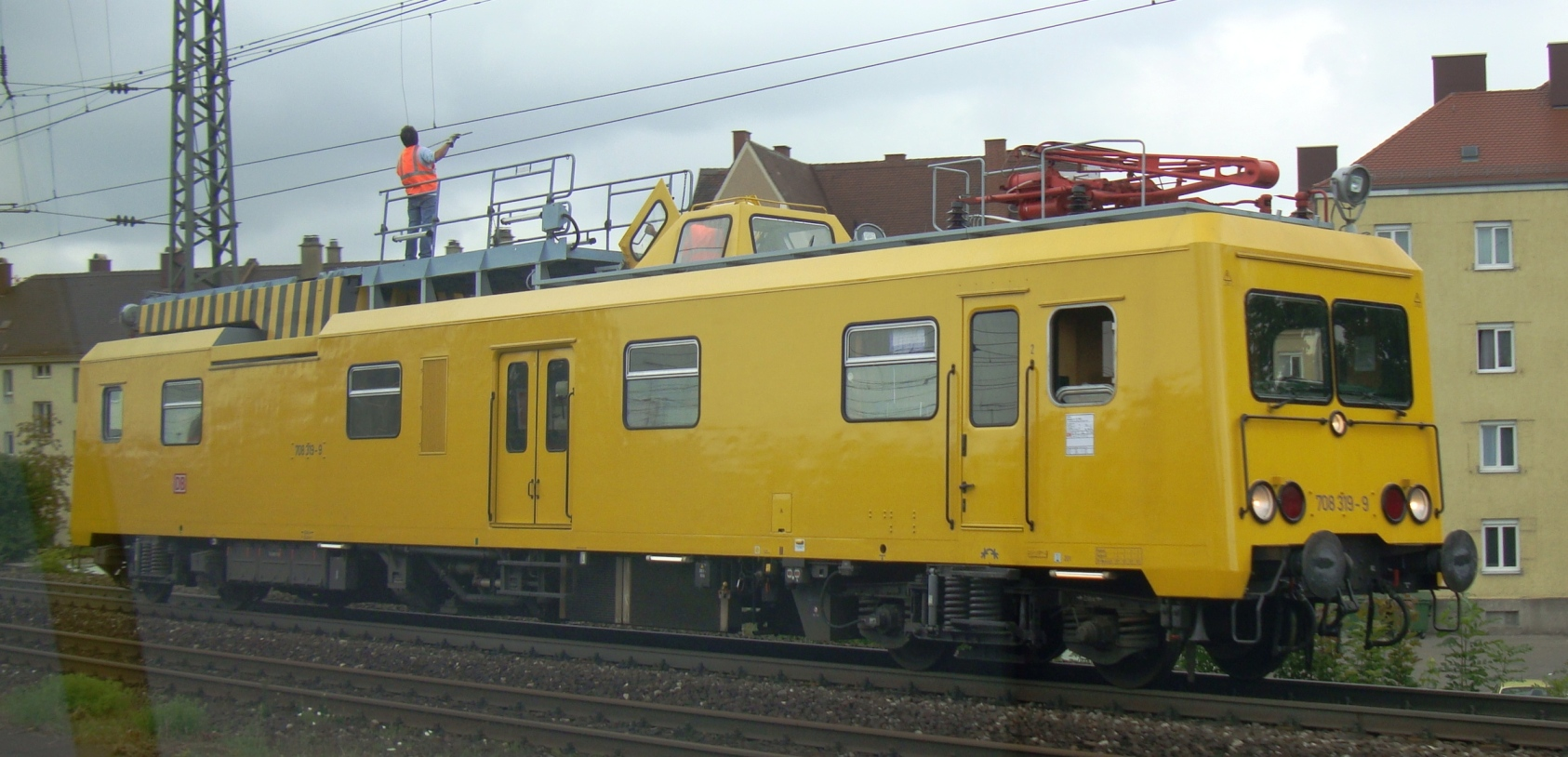
708 319-9 im Einsatz in Augsburg

Der kantige Wagenkasten ist eine Schweißkonstruktion, die über die gesamte Fahrzeuglänge reicht. Zu betreten ist der Triebwagen über zwei versetzt angeordnete nach innen öffnende Drehtüren an jedem Ende und über zwei Doppelschiebetüren in der Fahrzeugmitte. Diese führen in den großen Werkstattraum, die Drehtüren ebenfalls in den Werkstattraum und in den Aufenthaltsraum. An jedem Wagenende befindet sich ein Führerraum. Diese sind nach DR üblichen ergonomischen Grundsätzen gestaltet. Sie haben starke Ähnlichkeiten mit dem Führerpult der DR-Baureihe 243 in der Ursprungsausführung, wobei sie für die Verhältnisse des Dieselantriebs angepasst wurden. Der Fahrschalter arbeitet mit einer Strom-Druckübersetzung bei der die Stellung per elektrischen Strom abgegriffen wird und über ein Druckluftventil die Drehzahl des Fahrmotors einstellt. Vom Führerstand I geht es direkt in den Werkstattraum, in dem sich diverse Werkzeuge, Ersatzteile, die Hydraulik für die Hubarbeitsbühne und der Dom befinden. Dieser ist über eine Treppe zu betreten und ermöglicht die Beobachtung des Fahrdrahtverlaufs an dem Messstromabnehmer VS H4. Hier ist über eine zweite Treppe der Ausstieg aufs Dach möglich. Die Ausstiegstüren lassen sich nur öffnen, wenn der Bügel am Fahrdraht anliegt und über einen Erdungsschalter bahngeerdet ist. In der Fahrzeugmitte befinden sich die beiden seitlichen Schiebetüren zum Ein- und Ausladen von sperrigen Gütern. Dafür ist dort ein Ladekran an der Decke angeordnet, welcher eine maximale Traglast von 300 kg aufweist und sich nach draußen verschieben lässt. Am Dom vorbei schließen sich der Schrank für die PZ 80R und der Waschraum an, der bis zum 188 330 über Waschbecken und Toilette verfügte. Danach war nur noch ein Waschbecken vorhanden. Die Toilette ist in offener Bauweise ausgeführt. Am WC vorbei führt eine Tür in den 3602 mm langen Aufenthaltsraum, in dem sich ein Tisch und zwei Bänke befinden. Außerdem ist hier eine kleine Küchenzeile mit Kühlschrank, Spülbecken und Kochgelegenheit eingerichtet. Dem Aufenthaltsraum schließt sich der Führerraum II an, welcher größtenteils dem Führerstand I entspricht. Hier ist die Erdungsvorrichtung für den Stromabnehmer an der Decke der Beimannseite vorhanden. Auf dem Dach befinden sich über dem Werkstattraum die 6290 mm lange Hubarbeitsbühne, welche hydraulisch 2 m angehoben und gedreht werden kann, außerdem noch eine 4400 mm lange feste Bühne. Somit besteht eine nutzbare Arbeitsfläche von 17,7 m². Am anderen Wagenende befindet sich der Mess- und Erdungsstromabnehmer VS H4. Dieser ist im Anpressdruck stufenweise einstellbar und besitzt eine Skala, um den Zickzack-Lauf der Fahrleitung zu kontrollieren. Des Weiteren befinden sich auf dem Dach mehrere Suchscheinwerfer und Leuchtstofflampen zur Arbeitsfeldbeleuchtung.

### Antrieb und Technik
Alle Triebwagen verfügten ursprünglich über einen Unterflur eingebauten 6-Zylinder-Dieselmotor aus dem Motorenwerk Roßlau/Elbe der Bauart 6 VD 18/15 AL2 HRW 123. Dieser überträgt sein Drehmoment über Kardanwellen und ein Wandlergetriebe vom Typ GS 20/4,2 (Anfahr- und Marschwandler) an ein Achsgetriebe AYD 145 und durch dieses an den Achstrieb AKK 145. Die elektrische Ausrüstung besteht aus drei Stromkreisen. Zum Anlassen des Fahrmotors und des BSA sowie zum Betrieb der Wechselsprechanlage ist eine 24-Volt-Anlage vorhanden, die ihre Energie aus einer Lichtmaschine mit 2 kW Leistung oder aus einem Akkumulator mit 195 Ah bezieht. Eine 110-V-Anlage zur Fahrzeugsteuerung, zum Betrieb der Hilfsbetriebe, Beleuchtung und der MESA wird von einem an das Strömungsgetriebe angeflanschten Drehstromgenerator mit 15 kW Leistung versorgt, zur Aufrechterhaltung der Spannung bei Fahrzeugstillstand sind zudem noch Bleiakkumulatoren mit 240 Ah Kapazität vorhanden. Zum Betrieb der Hubarbeitsbühne und der Werkzeuge ist zudem noch eine 380/220V-Drehstromanlage installiert, sie wird vom BSA gespeist und kann über einen Transformator und Gleichrichter die 110-V- und 24-V-Akkumulatoren laden. Als Sicherheitseinrichtungen besitzen alle Fahrzeuge eine Indusi der Bauart PZ80R mit der Funktionalität PZB90. Die Betriebstauglichkeit wird durch eine elektronische Anforderungssifa 86 sichergestellt. Werkseitig waren alle Triebwagen mit einer mobilen, analogen Eisenbahnstreckenfunkanlage (MESA 2002) ausgerüstet. Bei der Modernisierung wurde diese durch eine GSM-R Anlage MESA23 ersetzt.

### Laufwerk und Bremsen
Die Fahrzeuge laufen auf zwei Drehgestellen der modifizierten Bauart Görlitz Va. Trieb- und Laufdrehgestell sind in ihrer Konstruktion prinzipiell baugleich. Sie besitzen einen Achsstand von 2500 mm und sind Primär und Sekundär mit Schraubenfedern ausgerüstet. Abgebremst wird der Triebwagen über eine Druckluft-Scheibenbremse der Bauart KE-GP mZ (D), die über ein DAKO BS 4m oder Knorr EE4 Bremsventil auf vier Bremsscheiben im Laufdrehgestell und zwei Bremsscheiben im Triebdrehgestell wirkt und ein Bremsgewicht von 62 t in der Bremsstellung P (54 t in G) erzeugt.

### Modernisierung

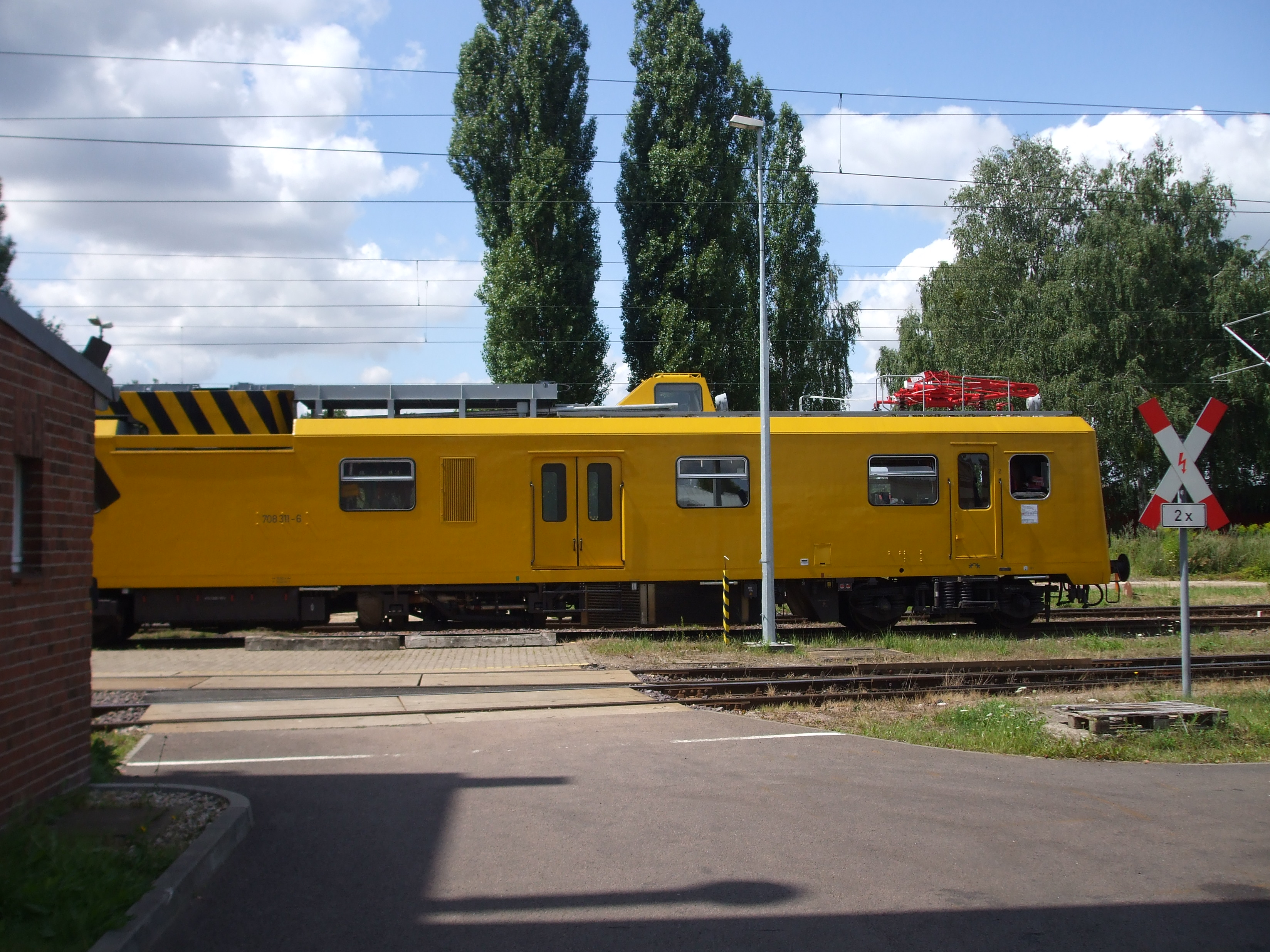
708 311-6 (2009)

Aufgrund der relativ jungen Konstruktion, der guten Substanz und der schwieriger werdenden Ersatzteillage beschloss die DB Netz AG im Jahr 2004 die Modernisierung der Baureihe 708.3. Dem AW Wittenberge (WWX) wurde der Auftrag erteilt, ein Konzept zur Modernisierung zu entwickeln. Das Konzept sah vor, den Fahrmotor gegen einen 6-Zylinder-LKW-Dieselmotor von MAN zu tauschen, das ursprüngliche Strömungsgetriebe bei MAN und Voith in Heidenheim an der Brenz aufzuarbeiten, die Kühlanlagen gegen eine Behr-Kühlanlage zu ersetzen, die Arbeitsfeldbeleuchtung zu verbessern und die Suchscheinwerfer auf Xenon-Gasentladungslampen umzubauen. Außerdem wurde das Bordstromaggregat gegen ein neues mit einem Motor von Hatz getauscht. Die Leistung wurde dadurch von 14 kW auf 22 kW gesteigert. Des Weiteren wurde eine elektronische Motorsteuerung eingebaut und die Anzeigen für Kühlwasser-, Strömungsgetriebetemperatur und Motordrehzahl auf LED-Laufbandanzeige umgestellt. Neu hinzu kam an den Tankklappen eine LED-Anzeige für den Dieselkraftstoffstand ähnlich der Wasseranzeige bei Reisezugwagen. Im Oktober 2004 verließ mit 708 324 der erste modernisierte ORT das Werk und wurde sogleich eingehend bei DB Netz Wittenberge getestet, was sich anbot, da sich hier durch die örtliche Nähe zum betreuenden Ausbesserungswerk ein möglicher Schaden schnell beheben lässt. Bis November 2009 wurden insgesamt 19 ORT umgebaut. Die ersten Fahrzeuge wurden in der Ursprungslackierung neu lackiert oder ausgebessert. Ab Oktober 2006 wurde mit 708 334 die gelbe Standardlackierung für Bahndienstfahrzeuge in RAL 1004 eingeführt.

### Siemens 708 302
Der Prototyp 188 302 wurde zum 31. Juli 2002 an die Firma Siemens verkauft. Dort wurde er zu einem Messfahrzeug umgebaut und gehört seit 2008 zur Flotte von Eurailscout. Er verlor dabei seine Arbeitsbühnen. Der Stromabnehmer wurde gegen einen neuen vom Typ DSA 350 getauscht. Außerdem befinden sich vier Klimageräte und zwei Kompressoren auf dem Dach, die Klimageräte sorgen im Innenraum für die gleichbleibende Temperatur, die für die Lasermesseinrichtungen notwendig ist.
Das Messfahrzeug ist nun in der Lage, eine Lage- und Verschleißmessung an Fahrleitungsanlagen mit 80 km/h durchzuführen. Dazu wird durch Laserstrahlen die Position der Quertragwerke festgestellt und die Kameras ausgelöst, sodass von jedem Quertragwerk Fotos gemacht werden. Diese werden nach der Fahrt ausgewertet. Zudem wird über Kameras fortlaufend die Stärke des Fahrdrahtes gemessen. Zusätzlich wurden Oberbaumesstechniken installiert, die in der Lage sind, während der Fahrt fehlende Befestigungsmittel, Beschädigungen der Schwellen und Schienenoberfläche und Gleislagefehler zu erkennen. Später wurde noch ein optisches Messsystem eingebaut, welches in der Lage ist, permanent die Spurweite und Abnutzung der Schienen und Unebenheiten auf dem Schienenkopf festzustellen. Der Aufbau des Wagenkastens wurde beim Umbau nicht geändert, nur wurde im ehemaligen Werkstattraum die Messtechnik installiert. Für die vielen elektronischen Geräte (Computer, Laser, Kameras, Klimaanlagen uvm.) reichte die Leistung des Bordstromaggregates mit 14 kW nicht aus. Es wurde ein neues Bordstromaggregat mit 50 kVA bei 400 V eingebaut.
Bei dem Fahrzeug blieb die Farbaufteilung prinzipiell mit dem ockerfarbenen Fensterband erhalten. Der Rahmen wurde in Silber lackiert. Zusätzlich verläuft an den Längsseiten ein blauer Streifen in einem Bogen, der sich an den Fahrzeugenden und den Fronten mit dem silbernen Rahmen vereinigt, um in Form eines umgedrehten V unter die Stirnfenster zu laufen. Es behielt seinen alten Fahrmotor, der auf jeder Seite seine Abgase entlässt und somit die Seitenwände stark verschmutzt. Das Fahrzeug wurde umgezeichnet und ist als schweres Nebenfahrzeug 97 99 03501 18-2 im Bestand von Siemens Division Mobility.

### ATO-Prototyp
Im Rahmen der Digitalen Schiene Deutschland war Mitte 2021 ein Umbau eines Fahrzeugs zum ATO-Erprobungsträger im Gange. Der Schwerpunkt liegt dabei auf der Fahrzeugsteuerung.